# Viatxeslav Dedenov
Viatxeslav Dedenov (en rus: Вячеслав Деденов) (23 de novembre de 1958) va ser un ciclista soviètic.

## Palmarès
- 1978
  - Vencedor d'una etapa a la Milk Race
- 1980
  - 1r a la Volta a la Baixa Saxònia i vencedor de 3 etapes
- 1981
  -  Campió de la Unió Soviètica en parelles (amb Serguei Kadatski)